# História de Timor-Leste
A História de Timor-Leste está profundamente afetada por 500 anos de domínio colonial português e 24 anos de ocupação indonésia.

## Primórdios

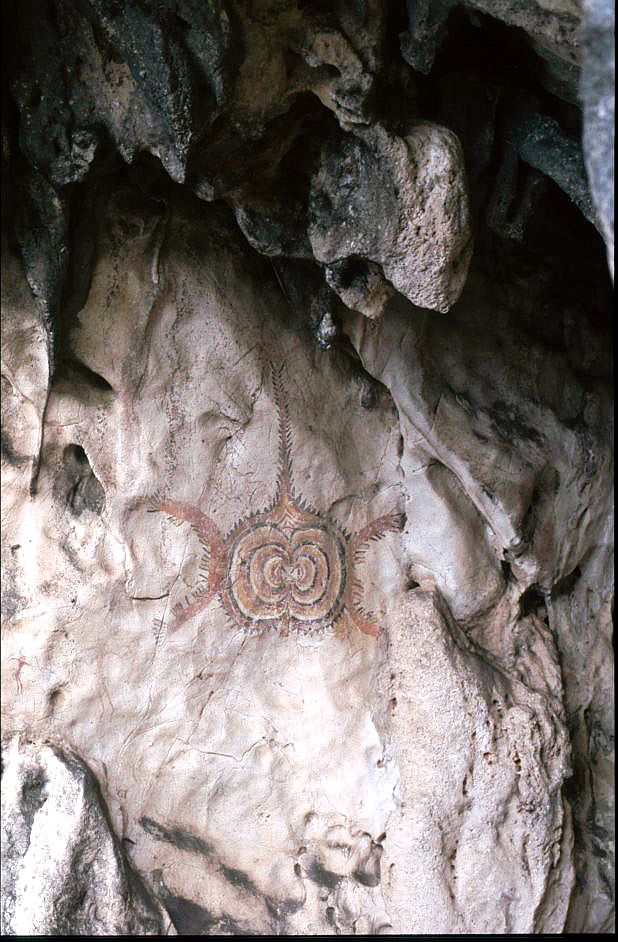
Pintura em Ile Kére Kére

De acordo com fontes antropológicas, um pequeno grupo de caçadores e agricultores já habitava a ilha de Timor por volta de 44000 a.C.
A ilha de Timor atraiu comerciantes chineses e malaios, devido à sua abundância de sândalo, mel e cera. A formação do comércio local esteve na origem de casamentos com famílias reais locais, contribuindo para a diversidade étnico-cultural.
Fontes mais recentes indicam que a abundância de madeira de sândalo – madeira nobre utilizada na fabricação de móveis de luxo e na perfumaria –, mel e cera de abelhas na ilha, atraiu a atenção esporádica de comerciantes da China a partir do século VII. A formação do comércio local esteve na origem de casamentos com famílias reais locais, contribuindo para a diversidade étnico-cultural.
Por volta do século XIV, os habitantes de Timor pagavam tributo ao reino de Java. O nome Timor provém do nome dado pelos Malaios à Ilha onde está situado o país, Timur, que significa Leste.

## A colonização

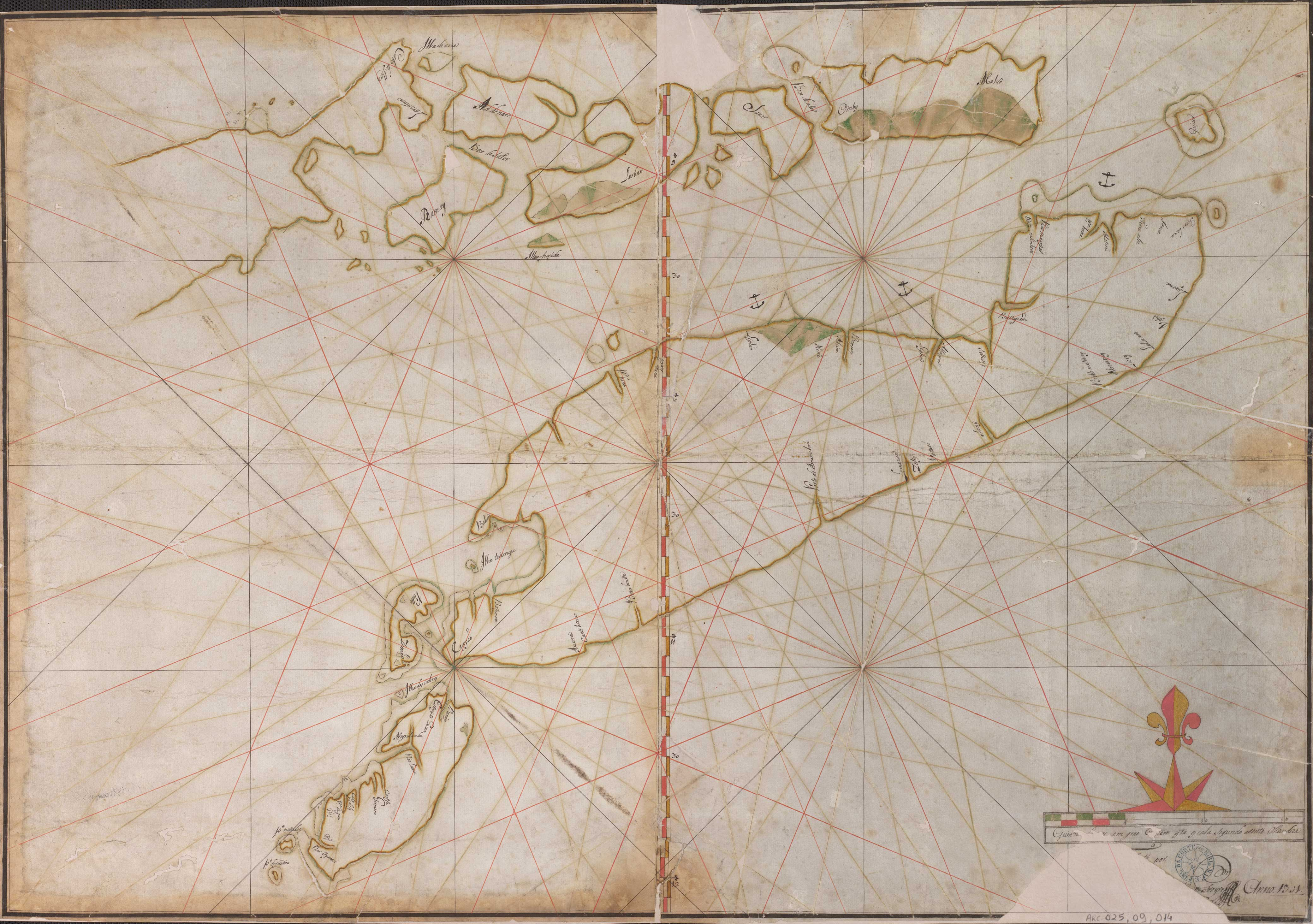
Mapa português da ilha de Timor (1731)

Quando em 1512 os mercadores Portugueses primeiro chegaram à Ilha, a parte Leste que hoje equivale a Timor-Lorosae, era habitada pelo Povo Maubere dividido entre duas confederações de reinos, os Serviãos e os Belos. Já a parte Ocidental da ilha, hoje equivalente à província Indonésia de Timor Ocidental era habitada pelo povo Atoni, tradicionais inimigos dos Serviãos e dos Belos. Assim, enquanto estes últimos se aliaram aos Portugueses, os Atoni resistiram a fazer comércio com eles e quando em 1651 a Companhia Holandesa das Índias Orientais conquistou Kupang, os Atoni decidiram aliar-se aos Holandeses contra os Portugueses e os Mauberes.
A primeira fonte documental europeia conhecida que refere a ilha é uma carta de Rui de Brito Patalim a Manuel I de Portugal, datada de 6 de janeiro de 1514, na qual são mencionados navios que tinham partido para Timor.
Atraídos inicialmente pelos recursos naturais, os portugueses trouxeram consigo missionários e a religião católica, que atualmente é predominante. Desde o período quinhentista, a ilha de Timor já era frequentada por navegadores e comerciantes portugueses interessados no lucrativo comércio de sândalo. Líderes timorenses da costa trocavam o sândalo trazido das montanhas do interior por armas portuguesas, tecidos e instrumentos de ferro. No começo, a influência dos portugueses sobre os timorenses era pequena, uma vez que a maior parte dos habitantes da ilha morava em pequenos vilarejos no interior, onde predominava uma agricultura de subsistência e religiões animistas. No entanto, no final do século XVI, frades dominicanos portugueses estabeleceram uma missão no principal porto para o sândalo, e, algum tempo depois, os Topasses, ou portugueses negros (descendentes de soldados, marinheiros e negociantes portugueses e mulheres das ilhas vizinhas) começaram a estabelecer-se na ilha. Com isso, a cultura portuguesa foi sendo difundida na região (SANTANA, 1997).

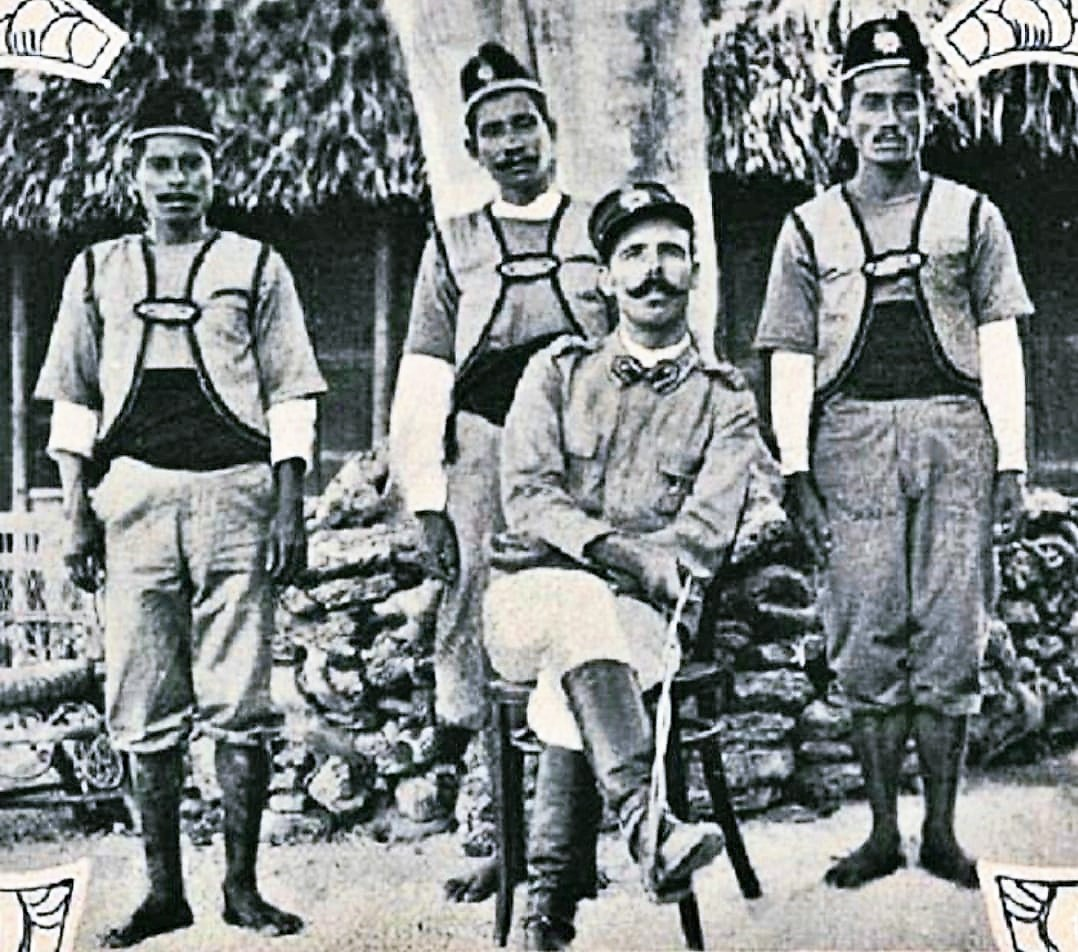
Carlos Augusto de Oliveira, Tenente do Esquadrão de Cavalaria de Balibó Junho (1909)

Com a chegada do primeiro governador, vindo de Portugal em 1702, deu-se início à organização colonial do território, criando-se o Timor Português.
A ilha também foi palco da rivalidade luso-holandesa pelo controlo do comércio de especiarias no Sudeste Asiático. A disputa foi solucionada através de vários acordos, que culminaram com o tratado de 1859, que consagrava a divisão entre um Timor Ocidental holandês – centrado em Cupang – e um Timor Oriental português – com capital em Dili – a que se juntavam o enclave de Oecussi, a ilha de Ataúro e a ilha de Jaco (SILVA, 2000). Este Tratado de Lisboa, celebrado a 20 de abril de 1859 entre os reinos de Portugal e dos Países Baixos conduziu à demarcação das possessões portuguesas e neerlandesas em Timor e ilhas adjacentes. Pelos termos desse tratado, Portugal cedeu Larantuca, Sicca e Payas, na ilha das Flores, Wouré, na ilha de Adonara, e Pamung Kaju, na ilha de Solor. Em contrapartida, os Países Baixos cederam o reino de Maubara e renunciaram a Ambeno, na ilha de Timor, assim como renunciaram a Ataúro e pagaram uma compensação de 200 000 florins.
Durante os primeiros 300 anos de colonização, Portugal deu pouca atenção a Timor-Leste e interessou-se mais por suas outras colônias. No final do século XIX, o quadro começou a mudar em função do interesse de Portugal em aumentar o seu poder económico e defender suas colónias de países que expandiam os seus impérios, como Inglaterra, Alemanha e França.

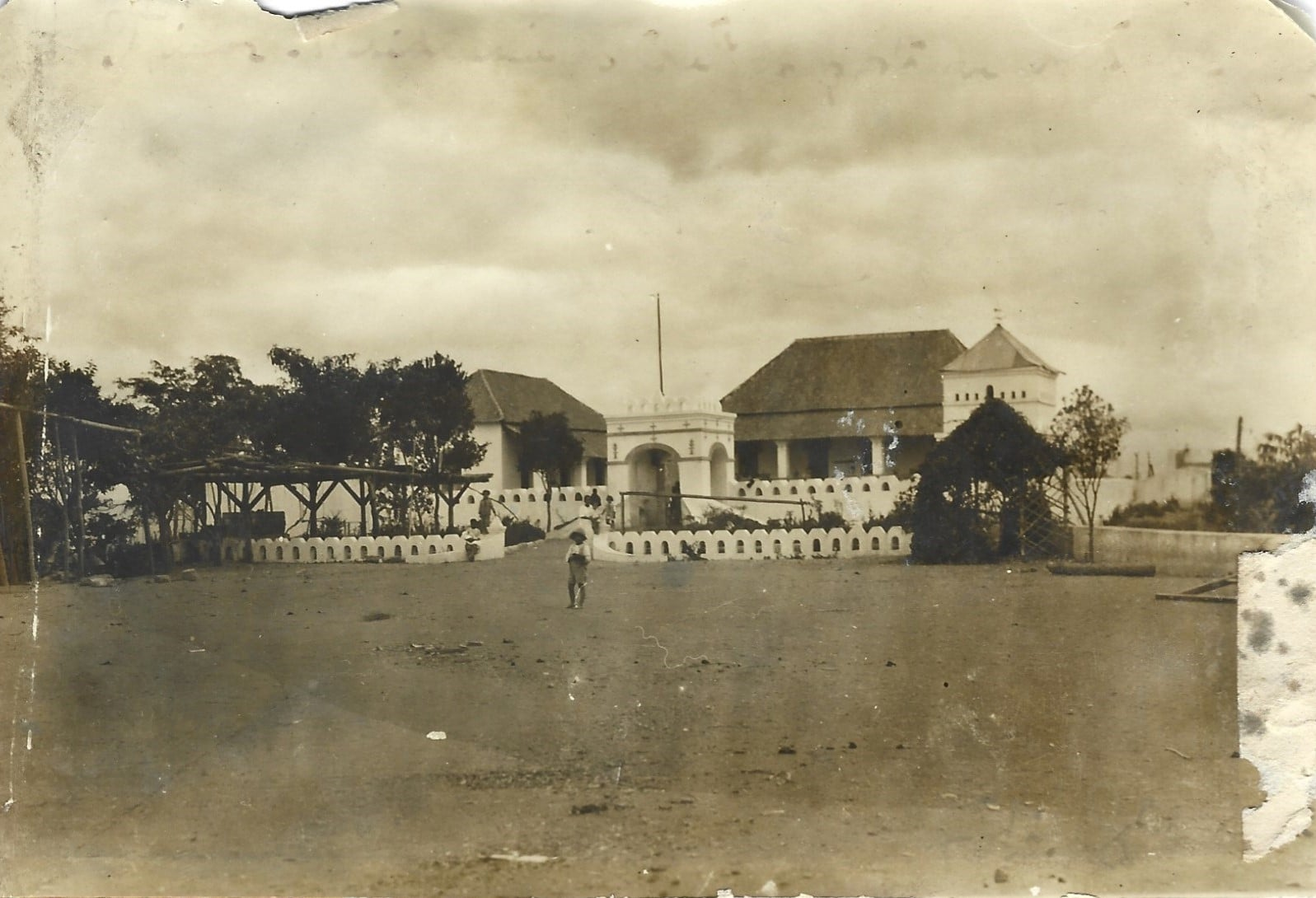
Tranqueira português de Atsabe (1926/29)

Buscando em suas colônias uma fonte de renda, Portugal começou a tentar gerar em Timor-Leste um desenvolvimento econômico e social. Essa mudança, entretanto, pautou-se, em alguns momentos, por táticas opressoras como “o cultivo forçado de colheitas comerciáveis, trabalho forçado para a construção da infra-estrutura no território e a cobrança de impostos por cabeça” (SANTANA, 1997).
Portugal também começou a cultivar uma elite nativa urbana para o preenchimento dos novos cargos administrativos, frente às necessidades que estavam sendo geradas pelo desenvolvimento. Apesar desses esforços, Timor-Leste nunca chegou a ser uma real fonte de vantagens econômicas para a sua metrópole. 
Em 1914, a Sentença Arbitral assinada entre Portugal e os Países Baixos para terminar com os conflitos entre os dois países, fixando as fronteiras que hoje dividem a ilha.

### Segunda Guerra Mundial

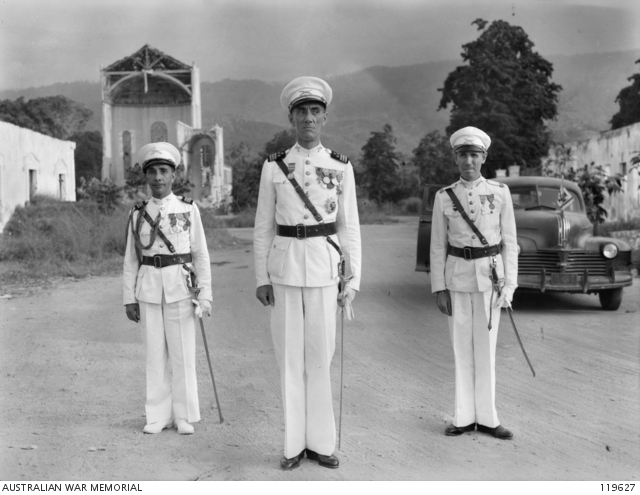
Governor Manuel Ferreira de Carvalho (24 de Setembro de 1945)

No contexto da Segunda Guerra Mundial, em Dezembro de 1941, após o Ataque a Pearl Harbor, a ilha foi ocupada por tropas neerlandesas e australianas que começaram a utilizar a ilha de Timor como linha de defesa contra o avanço japonês em direção à Austrália, violando a neutralidade da então colónia portuguesa a pretexto de prevenir uma invasão japonesa. Mediante os protestos diplomáticos portugueses, e o compromisso de respeito aos direitos de Portugal, foram enviadas para Timor tropas portuguesas estacionadas em Moçambique.
A invasão japonesa materializou-se em fevereiro de 1942, tendo os Aliados e voluntários timorenses – com especial destaque para o célebre régulo Dom Aleixo –, passado a recorrer à guerra de guerrilha. Aquela que ficou conhecida como a Batalha de Timor (1942-1943) resultou num elevadíssimo número de civis timorenses mortos, calculado entre 40 e 70 mil. Na parte oriental, timorenses e militares australianos conseguiram resistir durante quase um ano às investidas japonesas. Mas, em janeiro de 1943 o Japão já controlava toda a ilha.
Ainda sob ocupação japonesa, em 17 de agosto de 1945, os indonésios declararam a sua independência. Embora os japoneses tivessem se rendido dois dias antes, as tropas aliadas ainda não tinham reconquistado as Índias Orientais Holandesas.
Para recuperar a ilha, o governo de António de Oliveira Salazar assinou acordos de cedência de bases aéreas nos Açores aos Estados Unidos.
Enquanto a Holanda se esforçava para recuperar o controlo das Índias Orientais, – cuja independência só viria a ser aceita quatro anos depois, em 1949 – Portugal reafirmava, sem dificuldades, o total controlo do território de Timor-Leste. Ou seja, enquanto a parte ocidental da ilha passava a ser incluída na soberania indonésia, a parte oriental permanecia sob domínio português.
Em 1945, no final do conflito, a Administração Portuguesa foi restaurada no Timor Português. “O subdesenvolvimento, com a consequente inexistência de uma elite intelectual timorense, a falta de quadros e de um verdadeiro sentimento nacionalista, ligados à forma própria de relacionamento das autoridades portuguesas com os liurais, reis locais timorenses, num quadro que se mantinha muito próximo do “feudalismo” tradicional no território, terá sido um factor importante para um retorno, quase sem dificuldades, da administração portuguesa. Outro factor terá sido o facto de a maior parte dos residentes portugueses terem também sofrido com a ocupação” (MAGALHÃES, 1999, pp.38-39).

## Período Pós-Revolução dos Cravos
As guerras nas colónias africanas não encontraram eco no longínquo Timor. A razão para a ausência de sentimentos ou movimentos defensores da independência da colónia poderá residir no facto de o domínio português ter funcionado, ao longo de séculos, como aglutinador de vários povos e defensor da identidade étnica, cultural e política da região face aos vários expansionismos em acção na Insulíndia; além disso, a presença portuguesa não assumiu um carácter de exploração económica, visto que a precária economia timorense era dominada por uma pequena burguesia de origem chinesa, há muito estabelecida no território.
Apesar disso, a Assembleia Geral das Nações Unidas, pela Resolução 1514 (XV) de 14 de Dezembro de 1960, considerou o Timor Português como um Território Não Autónomo sob administração Portuguesa. Tal nunca foi aceite pelos governos dos Presidentes do Conselho António de Oliveira Salazar e Marcelo Caetano e pela Constituição de 1933 que continuaram a considerar o território como parte integrante de Portugal. Tal resolução veio, todavia, a ser aceite pela Lei 7/74 de 27 de Julho do Conselho da Revolução que demonstrou a aceitação da independência de todos os territórios ultramarinos, incluindo Timor Português.
Nessa altura a administração Portuguesa promoveu a criação de partidos políticos. Foram criados:
- União Democrática Timorense (UDT), que defendia a integração de Timor numa Comunidade de Países de Língua Portuguesa;

- Associação Social Democrática Timorense (ASDT) que se viria a tornar a Frente Revolucionária de Timor-Leste Independente (FRETILIN) que defendia um período de autonomia gradual, seguido da independência;

- Associação Popular Democrática Timorense (APODETI) que defendia a integração de Timor-Leste na Indonésia como uma região autónoma.

Na sequência da formação destes partidos, o governo Português propôs a eleição de uma assembleia popular pelos Timorenses e a nomeação por Lisboa de um Alto Comissário com o fim de conduzir o território à independência total. Esta solução foi aceite quer pela UDT quer pela ASDT mas recusada pela APODETI, na altura, em plena Guerra Fria, o governo português estava fortemente minado pelo PCP e pelo PS, que defendiam, respectivamente, os interesses da URSS e dos USA, sobre os interesses de Portugal e dos territórios em processo de independência. Nessa altura a Indonésia adoptou uma política de intervenção mais dura levando a cabo o suborno de líderes políticos e campanhas de intimidação. Foi neste cenário que Francisco Lopes da Cruz, Presidente da ADT, mudou de opinião e começou a fazer campanha dentro do seu partido pela integração do Timor Português na Indonésia.
Foi neste cenário que em 1975 se realizaram as eleições municipais nos quais a ASDT obteve 55% dos votos, a ADT, ainda dividida entre os partidários de Lopes da Cruz (e da integração na Indonésia) e os partidários de uma evolução rumo à independência obteve cerca de 40% e a APODETI teve muito pouco apoio popular.
Insatisfeito com os resultados, Francisco Lopes da Cruz e os seus apoiantes pró-Indonésia levaram a cabo um golpe de estado contra as autoridades Portuguesas na noite de 10 de Agosto de 1975. Nessa altura 23 soldados e oficiais Portugueses foram feitos reféns e levados para a Indonésia. O Alto Comissário Mário Lemos Pires e as restantes forças Portuguesas no território, sem apoio de Portugal numa altura em que o país vivia o Verão Quente, refugiram-se no Ilhéu de Ataúro.
Entre Setembro e Dezembro a ASDT/FRETILIN consegue derrotar Lopes da Cruz e os seus seguidores, consegue o controlo da maioria do território e o apoio da maioria da população.[carece de fontes?]
Como resultado destes acontecimentos:
- A FRETILIN encontra-se em controlo da maioria do território e com o apoio da população;
- Já não aceita entrar em negociações com os outros dois partidos;
- Também já não aceita o controlo de Portugal dado que tinha lutado sozinha contra as forças pró-Indonésia sem o apoio Português;
Assim, a 28 de Novembro a FRETILIN declara a independência de Portugal que é recusada pelo governo de Lisboa, que teme que isso sirva de pretexto às forças Indonésias para invadir o território. Uma semana depois, o Presidente Americano Gerald Ford e o seu Secretário de Estado, Henry Kissinger chegam a Jakarta para uma visita de Estado à Indonésia. Pouco depois destes saírem, a 8 de Dezembro, a Indonésia iniciou uma invasão em larga escala do território.
Portugal quebra relações diplomáticas com a Indonésia, denuncia o Ato de Agressão e requer à ONU apoio para a promoção da auto-determinação de Timor-Leste. A 12 de Dezembro a Assembleia Geral das Nações Unidas apoia uma resolução reconhecendo Portugal como potência administrante de Timor-Leste, condenando o ato da Indonésia e convidando este país a retirar as suas forças imediatamente. Dez dias depois, a 22 de Dezembro, o Conselho de Segurança das Nações Unidas aprovou a Resolução 384/1975 com o mesmo teor.
A Indonésia ignora ambas as resoluções e inaugura um período de ocupação de 24 anos que ficaria marcado por terríveis atentados contra os direitos humanos do povo de Timor-Leste.

## Invasão da Indonésia

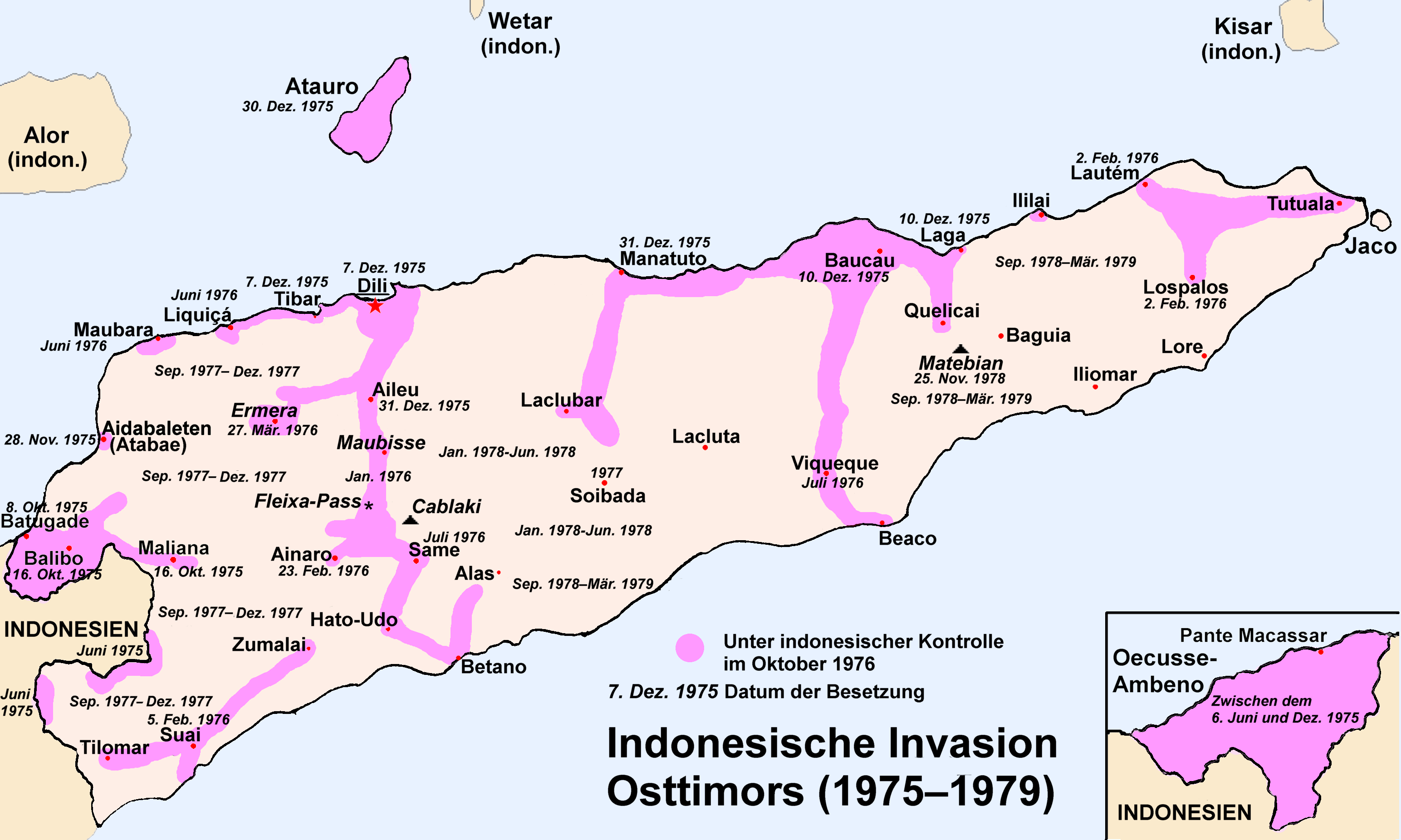
Mapa da invasão da Indonésia.

Em 7 de Dezembro de 1975 Timor-Leste foi invadido pela Indonésia que a ocupou durante os 24 anos seguintes. Timor mergulhou na violência fratricida e o governador Mário Lemos Pires, destituído de orientações precisas de Lisboa e sem forças militares suficientes para reimpor a autoridade portuguesa, abandonou a capital e refugiou-se na ilha de Ataúro, que fica de frente para a cidade de Díli (atual capital de Timor-Leste).
A Indonésia justificou a invasão alegando a defesa contra o comunismo, discurso que lhe garantiu apoio do governo dos Estados Unidos e da Austrália, entre outros, mas que não impediu a sua condenação pela comunidade internacional.
A invasão indonésia seguiu-se uma das maiores tragédias do pós II Guerra Mundial. A Indonésia recorreu a todos os meios para dominar a resistência: calculam-se em duzentas mil as vítimas de combates e chacinas; as forças policiais e militares usavam de forma sistemática e sem controlo meios brutais de tortura, a população rural, nas áreas de mais acesa disputa com a guerrilha, era encerrada em "aldeias de recolonização", procedeu-se à esterilização forçada de mulheres timorenses. 
Simultaneamente, a fim de dar ao facto consumado da ocupação um carácter irreversível, desenvolveu-se uma política de descaracterização do território, quer no plano cultural (proibição do ensino do português e a islamização), quer no plano demográfico (javanização), quer ainda no plano político (integração de Timor na Indonésia como sua 27ª província). A esta descaracterização há que acrescentar a exploração das riquezas naturais através de um acordo com a Austrália para a exploração do petróleo no Mar de Timor.

## Independência

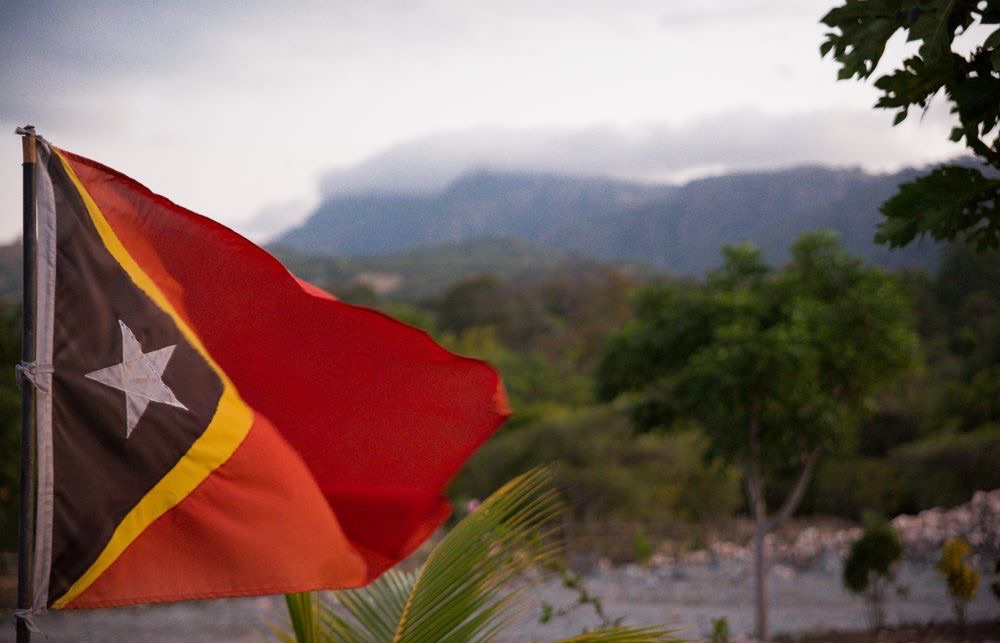
Bandeira de Timor-Leste

No terreno, a guerrilha não se rendeu, embora com escassos recursos materiais, humanos e financeiros e apesar de ter sofrido pesados desaires, como a deserção de dirigentes e a perda de outros, pela morte em combate de Nicolau Lobato ou por detenção de Xanana Gusmão. Embora reduzida a umas escassas centenas de homens mal armados e isolados do mundo, conseguiu, nos tempos mais recentes, alargar a sua luta ao meio urbano com manifestações de massas e manter no exterior uma permanente luta diplomática, para o que contou, em muitas circunstâncias, com a compreensão e o apoio da Igreja Católica local, liderada por D. Carlos Ximenes Belo, bispo de Díli.
Para atingir a almejada independência, Timor-Leste contou antes do mais com as suas próprias forças e capacidade de resistência, mas também com apoios externos de ativistas em todo o mundo, bem como da diplomacia de países amigos, em particular os de língua portuguesa. Em Portugal, nomeadamente, além da ação do governo, muitos núcleos de ativistas pró-Timor foram formados, culminando em 1999 com um buzinão permanente em frente á embaixada dos EUA, e um cordão humano gigante cercando as embaixadas de potências influentes.    
Em 30 de Agosto de 1999, os timorenses votaram por esmagadora maioria pela independência, pondo fim a 24 anos de ocupação indonésia, na sequência de um referendo promovido pelas Nações Unidas. O resultado do referendo gerou confrontos por parte de grupos pró-Indonésia. O conflito, que destruiu boa parte da infraestrutura do país e matou cerca de duzentas mil pessoas (1/4 da população), só foi resolvido com a mobilização da Missão das Nações Unidas de Apoio em Timor-Leste (UNMISET). Em 20 de Maio de 2002 a independência de Timor-Leste foi restaurada e reconhecida por parte de Portugal e as Nações Unidas entregaram o poder ao primeiro Governo Constitucional de Timor-Leste.
Desde a restauração da independência em 2002, realizaram-se em Timor-Leste quatro eleições presidenciais e quatro eleições legislativas altamente disputadas
e reconhecidas internacionalmente como livres e justas. Isto inclui a eleição presidencial de 2017, a primeira eleição conduzida em Timor-Leste sem assistência da comunidade internacional.